# Белоцерковский, Василий Яковлевич
Василий Яковлевич Белоцерковский (18 марта 1928, Одрынка, Харьковская область — 3 декабря 2018, Харьков) — профессор кафедры истории Украины Харьковского национального педагогического университета имени Григория Сковороды, доктор исторических наук.

## Биография
Родился 18 марта 1928 года в селе Одрынка Нововодолажского района Харьковской области. Его родители происходили из бедных крестьян. В 1934 году семья переехала в г. Люботин, по месту новой работы отца. Обучение в школе было прервано немецкой оккупацией. Только после освобождения Харьковщины от захватчиков он возобновил обучение и после окончания средней школы поступил в 1948 году в Харьковский государственный университет имени А. М. Горького.
По окончании исторического факультета в 1953 году получил назначение в Станиславскую область (ныне Ивано-Франковская область), где стал работать учителем истории Обертинской средней школы. В 1955—1958 годах он был
директором Тимофеевской средней школы в Близнюковском районе Харьковской области, в 1958—1960 годах — директором Коротычанской средней школы Харьковского района Харьковской области.
В 1960—1963 годах учился в аспирантуре Харьковского университета и по окончании её был оставлен старшим преподавателем кафедры научного коммунизма.
В 1964 году защитил кандидатскую диссертацию и в 1965 году стал доцентом Харьковского университета; с 1989 года — профессор кафедр истории КПСС и научного коммунизма. Одновременно, в 1978—1990 годах преподавал в Харьковском институте механизации и электрификации сельского хозяйства.
В 1987 году защитил докторскую диссертацию «Коммунистическая партия — организатор культурной революции на Украине 1926—1937 гг.» – одну из первых диссертаций в УССР, посвящённых проблеме развития украинской культуры.
С 1990 года был заведующим кафедрой истории Украины ХГПУ им. С. Сковороды; руководил аспирантами и докторантами, был членом диссертационного совета Харьковской академии культуры. Под его руководством защищены 15 кандидатских диссертаций.
С 2015 года был на пенсии. Умер в Харькове 3 декабря 2018 года.